# Смитфилд (Виргиния)
Смитфилд (англ. Smithfield ) — город в округе Айл-оф-Уайт в штате Виргиния США. По данным переписи 2020 года, численность населения составляла 8 533 человека.

## Население
| 2010 | 2020  |
| ---- | ----- |
| 8089 | ↗8533 |